# بری‌وودساید
بری‌وودساید (به انگلیسی: Braywoodside) یک روستا در بریتانیا است که در بارکشر واقع شده‌است.